# آنتیمیما
 آنتیمیما(نام علمی: Antimima) نام یک سرده از تیره علف‌فرشیان است.